# La Llorona

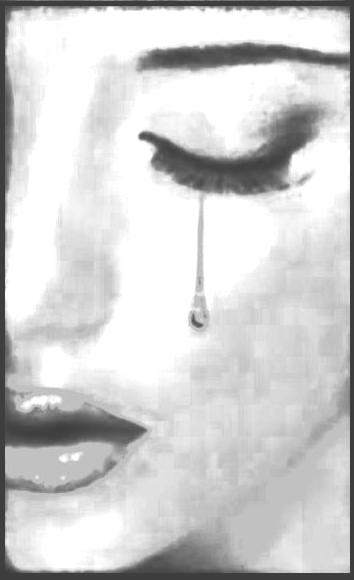
La Llorona

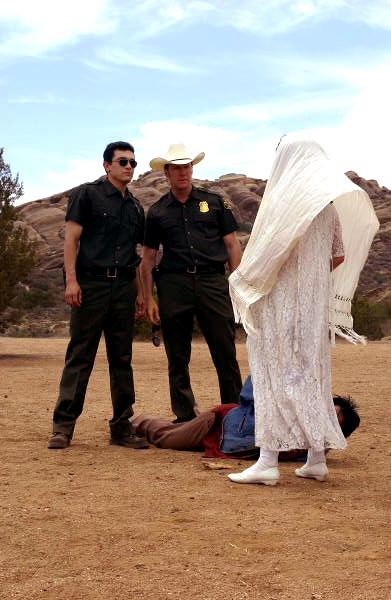
Ajileo Barajas verkleedt als La Llorona om een grenspost te passeren in The Mexican Dream (2003)

La Llorona (Spaans voor 'De huilende vrouw') is een moeder uit de Mexicaanse folklore die haar kinderen heeft verdronken, waarna ze er 's nachts huilend naar op zoek gaat. Dit is terugkerende kern in de legende die verschillende varianten kent, ook in Guatemala, Colombia, Honduras en de zuidwestelijke Verenigde Staten.

## Personage
De precieze redenen waarom ze haar kinderen zou hebben vermoord verschillen per versie: ze zou te arm zijn om ze te onderhouden, de vader van de kinderen zou ervandoor zijn gegaan of ze zou een prostituee zijn (en het vermoorden van haar kinderen is een abortus). Verder zijn de meeste verhalen het er over eens dat La Llorona 's nachts (of alleen bij volle maan) langs een rivier (meestal de Rio Grande) huilend op zoek is naar haar kinderen.
Soms wordt als reden hiervoor gegeven dat La Llorona zelf ook is gestorven, maar pas de hemel in mag wanneer ze al haar kinderen terug heeft. Degenen die haar ontmoeten overleven dat niet; in sommige varianten van het verhaal wordt verteld dat ze elk jaar één jongen en één meisje ontvoert om hen daarna op Halloween te vermoorden als vergiffenis aan haar kinderen.

## Oorsprong
Er wordt verwezen naar de Bijbelse Onschuldige Kinderen, de Keltische banshees of de Griekse Medea, maar het is waarschijnlijker dat La Llorona een precolumbiaanse oorsprong heeft. Zo kenden de Azteken een verhaal over de godin Cihuacoatl die haar zoon Mixcoatl zou hebben achtergelaten en er bestaan verhalen over Cihuacoatl die aan de vooravond van de Spaanse verovering van Mexico zou zijn verschenen om de dood van haar kinderen (de Azteken) te bewenen.
De historische La Malinche wordt evenwel het meest als oorsprong van La Llorona gezien. Deze inheemse vrouw werd tolk, adviseur en minnares van de Spaanse veroveraar Hernán Cortés. Ze baarde een zoon (Martín) van hem dat ze volgens een Mexicaans volksverhaal zou hebben gedood nadat Cortés haar had verlaten om met een Spaanse dame te trouwen. In werkelijkheid is hier niets van waar want Martín Cortés is pas veel later overleden. Hoe dan ook, het inheemse verdriet over de Spaanse verovering wordt vaak vergeleken met het verdriet van La Llorona over de dood van haar kinderen.

## Film en muziek
De folksong La Llorona is gebaseerd op de oude legende, maar de meeste liedteksten zijn geschreven tijdens de Mexicaanse Revolutie van 1910. Het wordt vertolkt in de biopic Frida uit 2002 en de animatiefilm Coco uit 2017. Bekend is ook de versie van Chavela Vargas uit 2004.
In Mexico zijn er verschillende films gemaakt over La Llorona: in 1933 door Ramón Peón, in 1947 door Mauricio Magdaleno, in 1960 door René Cardona, in 1963 door Rafael Baledón en in 2004 door Lorena Villareal. In de Verenigde Staten is de horrorprent Mama uit 2013 er deels op gebaseerd net zoals The Curse of La Llorona uit 2019. Dat jaar bracht Jayro Bustamante de film La Llorona uit, die de legende verbond met de Guatemalteekse Genocide.